# Hey Ma (canção de Pitbull e J Balvin)
"Hey Ma" é uma canção gravada pelo rapper americano Pitbull e pelo cantor colombiano J Balvin com a participação da cantora cubana-mexicana Camila Cabello, extraída da trilha sonora do filme de ação The Fate of the Furious (2017). Foi escrito pelos artistas juntamente com Sermstyle, Tinashe Sibanda, Philip Kembo, Soaky Siren e Johnny Yukon, e produzido por Sermstyle, T-Collar, Pip Kembo e Yukon.  Os vocais foram produzidos por Matt Beckley.  Existem duas versões da música, uma em espanhol e uma em inglês.

## Antecedentes
Originalmente, a música estava programada para ser uma colaboração entre Pitbull, Britney Spears e Romeo Santos, mas Spears e Santos foram substituídos por Cabello e Balvin, respectivamente.

## Recepção crítica
Na Billboard, os editores do Spotify nomearam a música como um "single fumegante" e destacaram o "charme apropriado" de Cabello.

## Desempenho comercial
"Hey Ma" estreou no número cinco na parada Hot Latin Songs com 14.000 downloads vendidos, marcando a maior estreia de Pitbull no chart e igualando o melhor anterior de Balvin, com " Ginza ". A música também marca a primeira entrada de Cabello no gráfico.

## Vídeo musical
O videoclipe de "Hey Ma" foi gravado em Miami. Como descrito pela Billboard , o vídeo "picante" é preenchido com cenas "brilhantes e vivas" representando a cultura cubana, enquanto o trio se movimenta pelas ruas interagindo com a multidão e dançando na frente de carros "impressionantes". Cenas de The Fate of the Furious aparecem no vídeo da música.

## Performances ao vivo
Balvin, Cabello e Pitbull fizeram a primeira apresentação televisiva da música no MTV Movie & TV Awards de 2017.  Griselda Flores, da revista Billboard , disse que "O trio esquentou as coisas quando subiu ao palco para tocar a faixa otimista" e elogiou a aparência dizendo: "Cabello vestiu um vestido vermelho sem alças, com estampas de flores, usando shorts pretos que espiou pela fenda da frente do vestido.  Pitbull e J Balvin complementaram o visual de Cabello, balançando as roupas totalmente pretas: Balvin em uma calça jeans casual e combinação de couro e o Sr. 305 em um traje justo ".

## Desempenho nas tabelas musicais
| Tabela musical (2017)                           | Melhor posição |
| ----------------------------------------------- | -------------- |
| Alemanha (Media Control Charts)                 | 64             |
| Argentina (Monitor Latino)                      | 12             |
| Áustria (Ö3 Austria Top 40)                     | 73             |
| Bélgica (Ultratop 50 de Flandres)               | 8              |
| Bélgica (Ultratop 40 de Valônia)                | 7              |
| Bulgária (PROPHON)                              | 7              |
| Canadá (Canadian Hot 100)                       | 95             |
| Chile (Monitor Latino)                          | 15             |
| Colômbia (National-Report)                      | 44             |
| Escócia (The Official Charts Company)           | 89             |
| Equador (National-Report)                       | 44             |
| Eslováquia (Singles Digitál Top 100)            | 55             |
| Espanha (PROMUSICAE)                            | 6              |
| Estados Unidos (Bubbling Under Hot 100 Singles) | 8              |
| Estados Unidos (Hot Latin Songs)                | 5              |
| Estados Unidos (Mexico Airplay)                 | 13             |
| França (SNEP)                                   | 52             |
| Guatemala (Monitor Latino)                      | 8              |
| Hungria (Dance Top 40)                          | 16             |
| Hungria (Rádiós Top 40)                         | 18             |
| Hungria (Stream Top 40)                         | 36             |
| Itália (FIMI)                                   | 49             |
| Japão (Japan Hot 100)                           | 11             |
| Panamá (Monitor Latino)                         | 1              |
| Países Baixos (Single Top 100)                  | 92             |
| Portugal (AFP)                                  | 55             |
| República Checa (Rádio Top 100)                 | 59             |
| Suécia (Sverigetopplistan)                      | 11             |
| Suíça (Schweizer Hitparade)                     | 30             |

| Tabela musical (2017)        | Melhor posição |
| ---------------------------- | -------------- |
| Argentina (Monitor Latino)   | 48             |
| Espanha (PROMUSICAE)         | 23             |
| Espanha (Top 50 Radio Songs) | 50             |

## Certificações
| Região | Certificação | Vendas/distribuição |
| --- | ------------ | ------------------- |
| Espanha (PROMUSICAE) | 3× Platina   | 120,000 ^           |
| Itália (FIMI) | Platina      | 50,000 ‡            |
| Estados Unidos (RIAA) | Ouro         | 500,000 ‡           |
| *vendas baseadas apenas na certificação ^distribuições baseadas apenas na certificação ‡dados de streaming baseados somente em certificação |              |                     |